# Tổng hội Võ học Việt Nam
Tổng hội Võ học Việt Nam là một tổ chức phi chính phủ được thành lập vào năm 1969 bởi các vị võ sư có uy tín trong làng võ Sài Gòn như: Lê Văn Kiển, Mai Văn Phát, Hồ Văn Lành, Quách Văn Phước, Giáo sư Tiến sĩ Đặng Quang Lương... Tổ chức này chủ trương nghiên cứu và phổ biến võ học Việt Nam cho các thế hệ thanh thiếu niên nhằm lưu giữ vá phát huy truyền thống hào hùng của võ học Việt Nam. Tổng hội Võ Học Việt Nam đã chọn một số bài vào chương trình huấn luyện thống nhất như: Đồng nhi quyền, Tấn nhứt côn, Thập bát Liên châu quyền...
Sau ngày 30 tháng 4 năm 1975, Tổng hội Võ học Việt Nam tự động giải tán.